# 19 thermidor
19 messidor 19 fructidor
Le nonidi 19 thermidor, officiellement dénommé jour de la gentiane, est le 319e jour de l'année du calendrier républicain.
C'était généralement le 6e jour du mois d'août dans le calendrier grégorien.